# Francesco Caramora

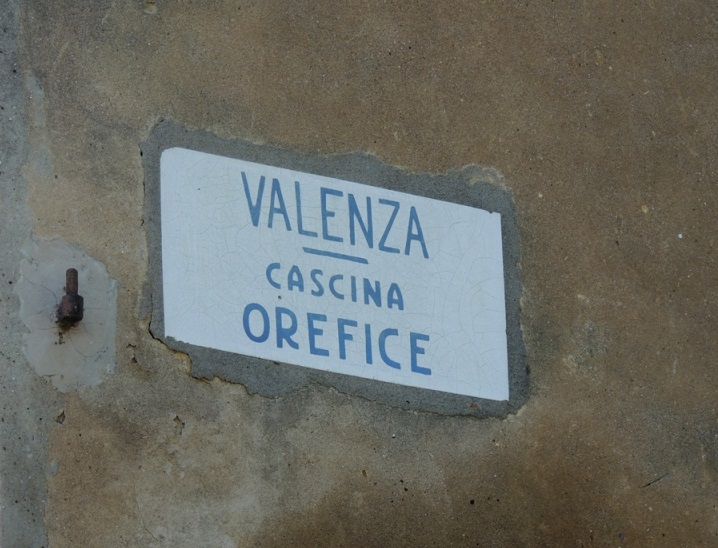
Antica targa Cascina dell'Orefice, rinvenuta nell'edificio

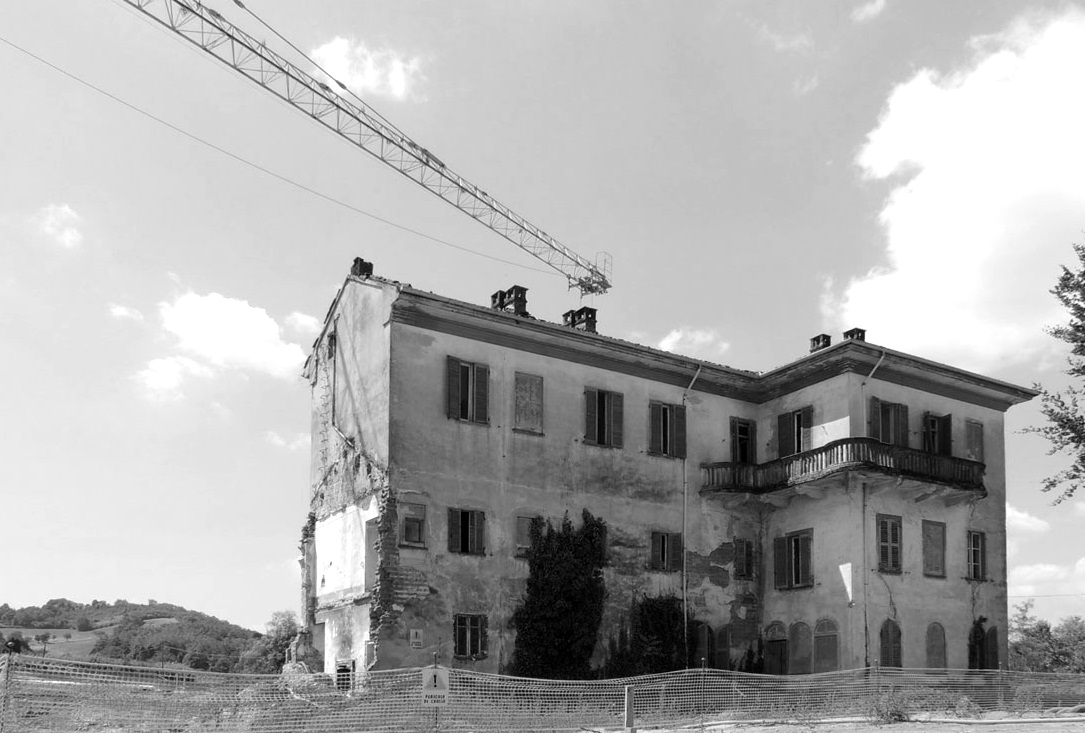
Foto dell'antica abitazione di Francesco Caramora - prima della ristrutturazione

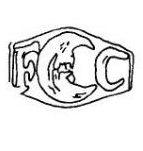
Punzone depositato nel 1825 da Francesco Caramora

Francesco Caramora (Pavia, 1787 – Valenza, 1827) è stato un orafo italiano che diede impulso iniziale alla fiorente tradizione artistica e artigianale di Valenza nel settore della gioielleria.

## Biografia
Francesco Caramora nacque a Pavia nel 1787; nella vicina Voghera imparò i segreti dell’oreficeria ed entrò in società con uno zio in un negozio per il commercio in oggetti d’oro.

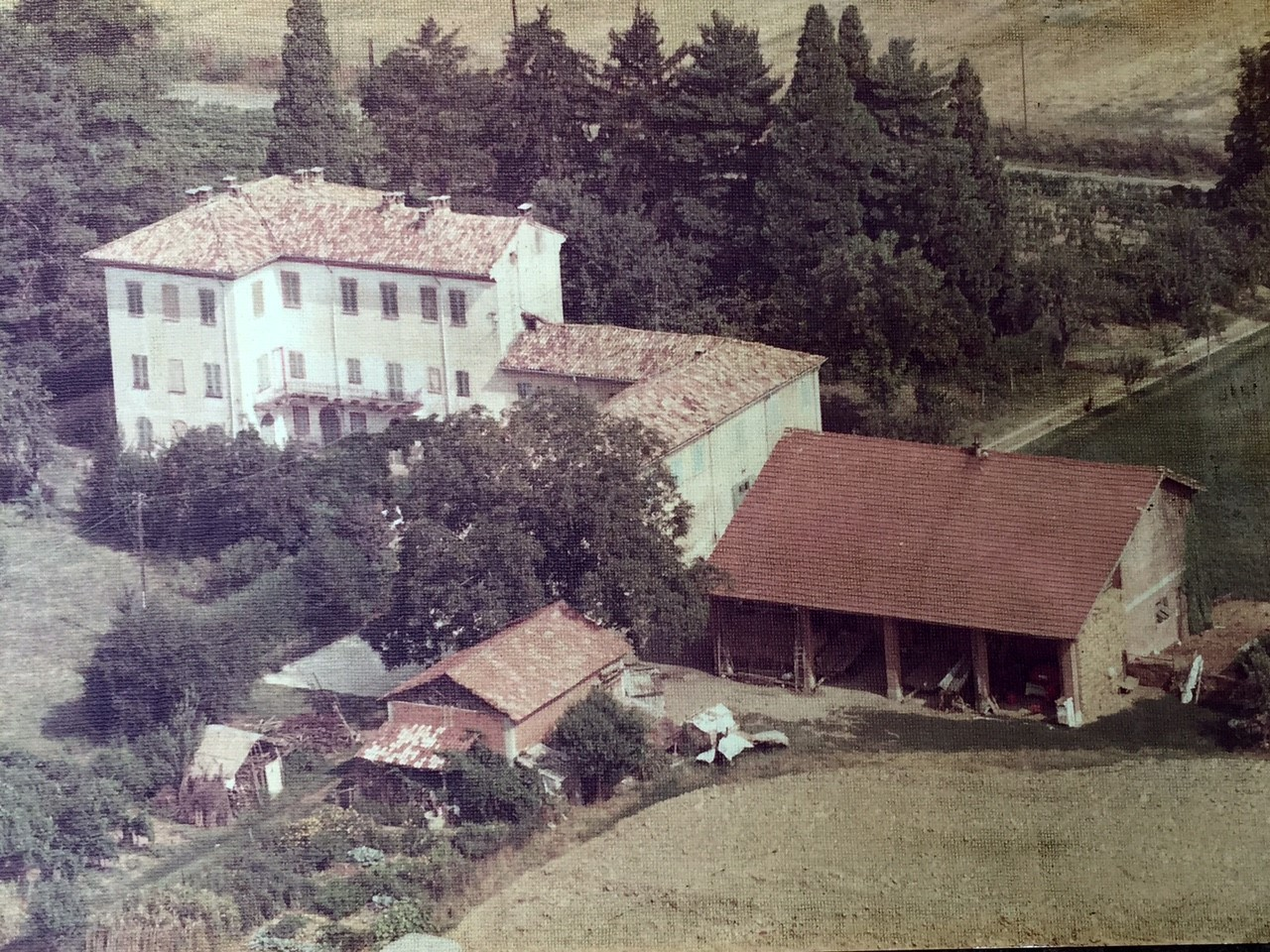
Antica abitazione di Francesco Caramora - Cascina dell'Orefice

Nel 1817 sposò Giuseppa Tremolada e si trasferì a Valenza, allora tranquillo borgo agricolo, continuando in proprio la professione di maestro orefice.
Nel 1825 depositò all’ufficio dei marchi di Alessandria il primo punzone della storia dell’oreficeria valenzana, corrispondente alle sue iniziali inframmezzate dal disegno di una mezzaluna.
Nel 1826 acquistò una cascina circondata da terre, situata nelle immediate vicinanze di Valenza”: questa fu la sua abitazione e, sicuramente, una parte del suo laboratorio.
L’edificio è senza dubbio la “Cascina dell’orefice” rilevata nelle carte geografiche napoleoniche del 1875: a quel tempo Francesco Caramora era l’unico orefice del territorio, logico pensare che quella anonima cascina divenne per tutti la “casceina d’urei”. Sui resti dell'antica "Cascina dell'Orefice" è stata oggi edificata la fabbrica della manifattura Bulgari, che è la più grande del mondo, relativamente alla produzione di gioielli.
Aprendo bottega e trasmettendo il suo sapere a due apprendisti, Francesco Caramora diede inizio al processo che trasformò Valenza nella città dell’oro conosciuta in tutto il mondo.
Francesco Caramora morì prematuramente nel 1827, e lasciò beni insufficienti a pagare i debiti contratti. Le sue proprietà vennero perciò messe all’asta e acquistate quasi tutte dal suo apprendista Piero Canti, che successe a Francesco Caramora anche in bottega e, proseguendo la costruzione dell’unicità valenzana nell’oreficeria, tramandò la sua arte ad altri lavoranti.